# 토스카나 제도

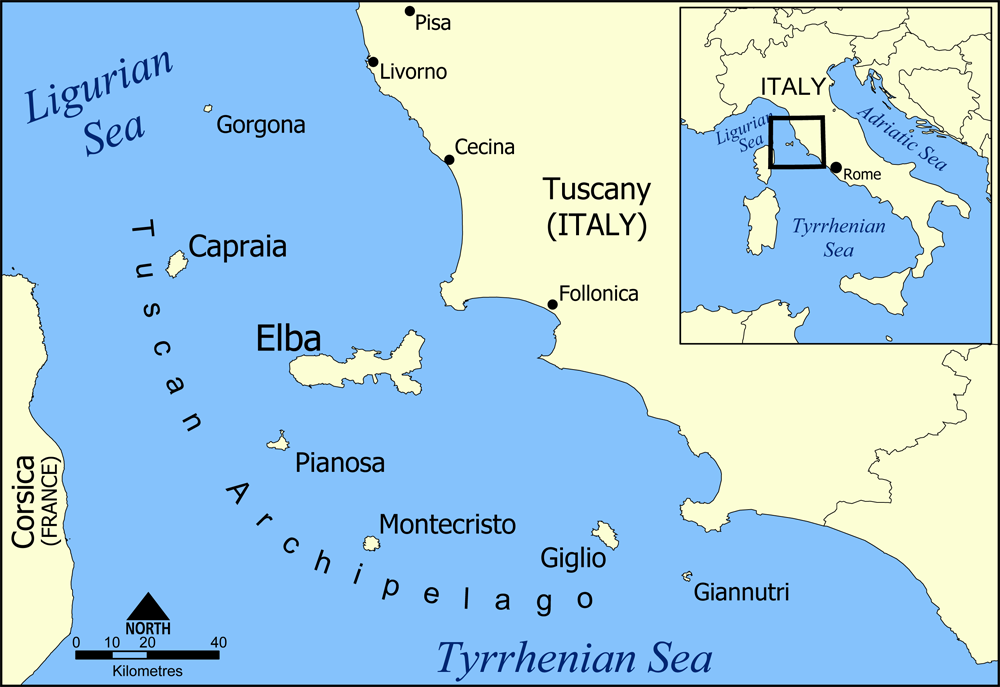
토스카나 제도

토스카나 제도(이탈리아어: Arcipelago Toscano)는 이탈리아 토스카나주의 서부, 리구리아해와 티레니아해에 걸쳐있는 열도이다. 가장 큰 엘바섬을 비롯하여 피아노사섬, 카프라이아섬, 몬테크리스토섬, 질리오섬, 고르고나섬, 지안누트리섬으로 이루어져 있다.

## 사건 및 사고
2012년 1월 13일, 코스타 콩코르디아호가 티레니아해의 질리오 섬 인근에서 암초에 충돌하여 침몰하였다.

## 같이 보기
- 토스카나주